# Parafia bł. Michała Kozala w Lipnie
Parafia bł. Michała Kozala w Lipnie – rzymskokatolicka parafia w Lipnie, należąca do diecezji włocławskiej i dekanatu lipnowskiego. Erygowana w 1988 roku przez bp. Henryka Muszyńskiego. Kościół parafialny wybudowany w latach 90. XX wieku. Pierwszym proboszczem  i budowniczym kościoła był ks. prał. Stefan Józef Maćczak.
Funkcję proboszcza od 2021 pełni ks. dr Rafał Zieliński.

## Miejsca kultu
- Kościół bł. Michała Kozala w Lipnie[1]